# Uniwersytet Świętego Karola
Uniwersytet Świętego Karola (fil. Unibersidad ng San Carlos, ang. University of San Carlos – USC) – filipiński katolicki uniwersytet niepubliczny w Cebu City.

## Historia
Uczelnia została założona w 1595 przez hiszpańskich jezuitów Sedeño Antonio i Antonio Pedro Chirino Pereira. W 1606 przemianowano ją na Colegio de San Ildefonso. Została zamknięta w 1769, gdy jezuitów wygnano z Filipin. Ponownie otwarto ją w 1783, z inicjatywy biskupa Mateo Joaquin de Arevalo. Nosiła wtedy nazwę Colegio Seminario de San Carlos. W 1852 kierowanie instytucją powierzono kolegium dominikanów, w 1867 misjonarzom Wincentego à Paulo, a w 1935 werbistom.
II wojna światowa spowodowała przerwanie nauczania w 1941. Kilka budynków uległo zniszczeniu. W latach 1945 i 1946 wznowiono naukę akademicką. W 1948 kolegium uzyskało status uniwersytetu i obecną nazwę.

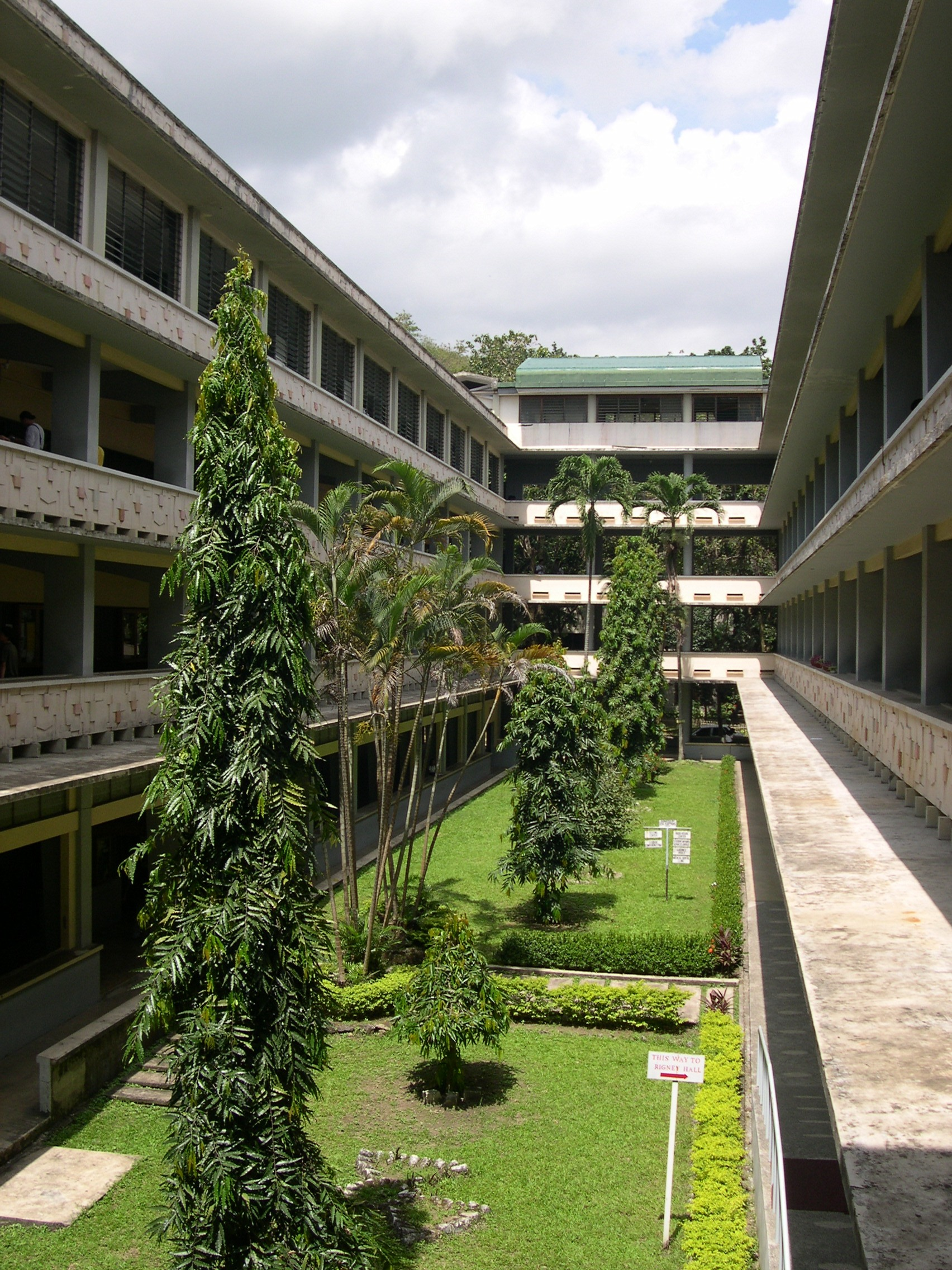
Uczelniany dziedziniec

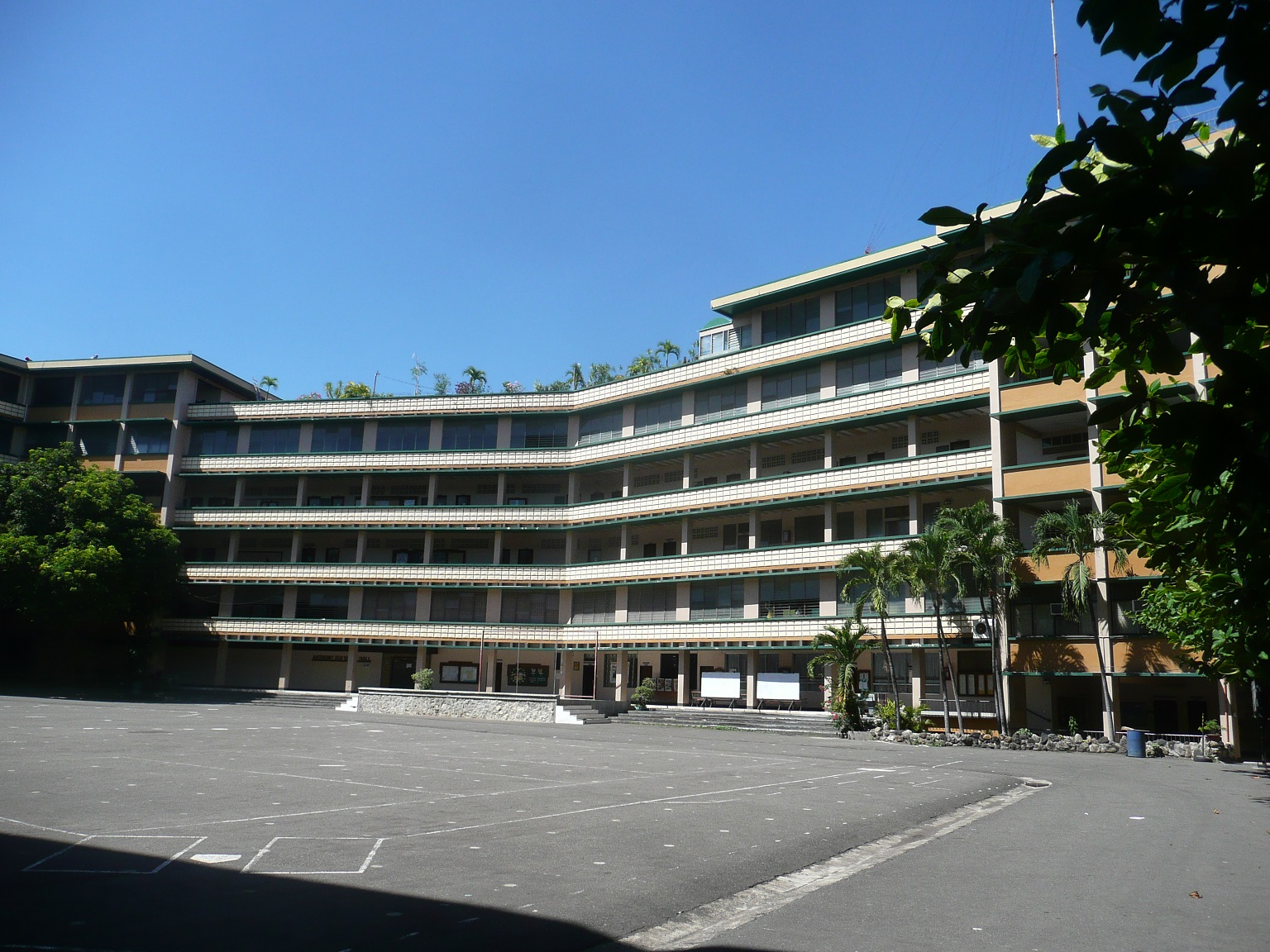
Wydział Edukacji

## Wydziały
- Wydział Prawa (College of Law)
- Wydział Sztuk i Nauk
- Wydział Pielęgniarstwa (College of Nursing)
- Wydział Biznesu (College of Commerce)
- Wydział Edukacji (College of Education)
- Wydział Inżynierii (College of Engineering)
- Wydział Farmacji (College of Pharmacy)
- Wydział Architektury i Sztuk Pięknych (College of Architecture and Fine Arts)
- różne szkoły nauczania podstawowego („pierwotne”, podstawowe i średnie)[3].

## Kampusy i budynki uniwersyteckie
Na głównym kampusie uniwersytetu znajdują się następujące budynki:

- Archbishop Gabriel Reyes Building
- Joseph Watzlawik Building
- The Campus Internet
- Anselmo Bustos Sports Complex
- The USC Swimming Pool
- Lawn Tennis and Volleyball Courts (2)
- Wrocklage Yard
- Instructional Media Center
- Hoerdemann Law and Business Building
- Ludwig Lehmeier Building (CREED)
- Steyler Canteen
- Arthur Dingman Building
- San Rafael House (Zgromadzenie SVD)
- kaplica[4].

## Publikacje
Uniwersytet wydaje czasopisma „Philippine Quarterly Of Culture & Society” oraz „The Philippine Scientist”.